# John Severin
Vous lisez un « bon article » labellisé en 2012.
Pour les articles homonymes, voir John Powers (homonymie), Powers et Severin.
John Severin, né John Powers Severin le 26 décembre 1921 à Jersey City dans l'État du New Jersey et mort le 12 février 2012 à Denver, est un dessinateur américain de bande dessinée.
Il publie ses premiers dessins dans un journal dès l'âge de 14 ans, avant de suivre des études d'art. Après la seconde guerre mondiale, il commence une carrière de dessinateur qui est exceptionnelle par sa durée puisqu'elle s'étend de 1948 à 2011 et lui a permis de travailler pour les plus importantes maisons d'édition de comics : EC Comics, DC Comics, Marvel Comics, Dark Horse, etc. Il a, pour EC Comics, participé aux premiers numéros de Mad, dirigé alors par son ami Harvey Kurtzman. Il a de plus participé au magazine humoristique Cracked auquel il est resté attaché du premier numéro publié en 1958 jusqu'à son départ en 1999.
En plus du dessin, il lui arrive aussi, selon les périodes, de s'occuper de l'encrage, du scénario ou d'être rédacteur en chef de comics. Il touche à tous les genres selon les demandes des éditeurs mais il est plus à l'aise avec des récits réalistes et historiques. Lorsqu'il est chez EC, il évite de dessiner les récits d'horreur qui font pourtant la renommée de l'éditeur et chez Marvel, les comics de super-héros ne l'attirent pas, aussi chez Marvel on lui confie des séries telles que Hulk ou Namor qui mettent en avant des anti-héros.
Parmi les dernières œuvres qu'il a dessinées on trouve la mini série controversée Rawhide Kid, publiée par Marvel, qui fait du héros, existant depuis les années 1950, un homosexuel. Ce western permet à John Severin de retrouver un personnage qu'il avait dessiné dans les années 1950, et ce dans le genre historique qu'il affectionne. En effet, sa préférence va aux récits historiques pour lesquels il est très attentif à la véracité des objets. D'ailleurs, ce souci du détail et la maîtrise de son style classique lui ont valu la reconnaissance de ses pairs, à l'instar de Jack Kirby ou Harvey Kurtzman et celle des critiques signalée par les prix qui lui ont été décernés.

## Biographie

### Des débuts jusqu'à la fin d'EC Comics
John Powers Severin naît le 26 décembre 1921, à Jersey City dans l'État du New Jersey. Ses parents déménagent à Brooklyn puis à Long Island, alors qu'il n'est que nourrisson. Son père est comptable mais il dessine aussi des illustrations pour des publicités. Dans sa jeunesse, John Severin lit beaucoup de comic strips publiés dans les journaux mais jamais de comic book. Il trouve là les premiers artistes qui vont l'influencer : Hal Foster, le dessinateur de Tarzan et surtout Roy Crane, auteur de Wash Tubbs.
Il publie ses premiers dessins à l'âge de 14 ans dans un journal : The Hobo news,. En 1938, il commence à suivre des cours à la High school of music and art de New York où il rencontre Harvey Kurtzman, Will Elder et Al Feldstein,. Durant la Seconde Guerre mondiale, il s'engage et sert dans le Pacifique. Après-guerre, il retrouve Kurtzman et Elder avec lesquels il partage un studio de dessinateurs. Là, il réalise surtout des illustrations publicitaires. En 1948, René Goscinny est accueilli dans ce studio et il y dessine aussi des publicités.
En 1947, voyant Kurtzman réaliser des planches de bande-dessinée, John Severin décide de tenter aussi sa chance dans ce milieu et il commence à faire le tour des maisons d'édition. Cela lui permet, en 1948, d'être engagé, en compagnie de Will Elder par Prize Publications, dont les directeurs de publication sont Joe Simon et Jack Kirby. La première histoire qu'il réalise serait Grinning Hole In the Wall, publiée dans Prize comics western en octobre 1948,,. John Severin, à partir de cette date, réalise de nombreuses séries, en tant que scénariste (souvent en collaboration avec un autre scénariste, comme Colin Dawkins (en)), dessinateur ou rédacteur en chef, pour Prize dans des genres aussi différents que les comics « à l'eau de rose » ou les westerns. Ce genre l'attire beaucoup, « probablement depuis qu'il a vu son premier western », et il tient à être le plus exact dans sa représentation de l'Ouest. Il crée là son premier personnage, American Eagle dont il dessine et scénarise les aventures. Il est aussi le rédacteur en chef des comics où sont publiées ces histoires. Les dessins sont souvent encrés par son ami Will Elder même si, par la suite, il assure aussi cette partie.

Logo d'EC comics

En 1950, Harvey Kurtzman les appelle tous deux pour travailler avec lui sur le comic book Two-Fisted Tales dont il est le rédacteur en chef, au sein de EC Comics. Le tandem produit plusieurs récits d'aventures et de guerre pour ce comics et pour Frontline Combat, également dirigé par Kurtzman. Cependant, au contraire d'autres artistes comme Graham Ingels qui travaillent uniquement pour EC, John Severin fournit des planches à d'autres éditeurs, Standard et surtout Prize pour lequel il dessine toujours de nombreux westerns encrés par Will Elder,. Lorsque, en 1952, Harvey Kurtzman lance, toujours pour EC, le comic book Mad, John Severin est encore de l'aventure même si son style réaliste jure avec celui proche du cartoon des autres dessinateurs. Cette même année, il se marie.
Même s'il n'a jamais aimé les comics d'horreurs publiés par la maison d'édition, il apprécie son travail chez EC et, lorsque Kurtzman abandonne Two-Fisted Tales, c'est lui qui, à la demande de Kurtzman, en devient le rédacteur en chef à partir du numéro 36 (et même si Harvey Kurtzman est encore crédité comme responsable pour ce numéro). Sous sa direction Two-Fisted Tales (qui est devenu The New Two-Fisted Tales) redevient un comic d'aventure, comme il était à l'origine, et abandonne les récits se passant durant la guerre de Corée. Ces récits de guerre avaient trouvé leur lectorat alors que les États-Unis participaient à ce conflit. La fin des hostilités et l'attention grandissante portée par Kurtzman à Mad amènent Bill Gaines à changer le contenu du comic, ainsi que de rédacteur en chef. Ce nouvel emploi n'empêche pas John Severin de continuer à travailler pour d'autres éditeurs comme Prize ou Atlas. Ses premières planches pour Atlas Comics sont publiées en mai 1954, et pour Prize, il poursuit American Eagle. Cette situation s'explique entre autres par le changement de périodicité de Two-Fisted Tales qui, de bimestriel est devenu trimestriel depuis le numéro 35.

### Les années Marvel

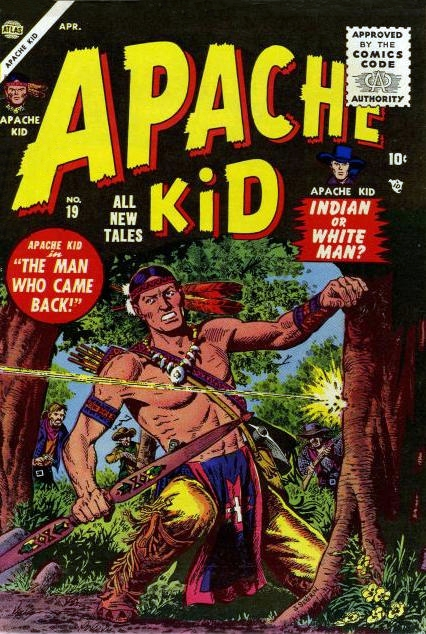
couverture d'Apache Kid No 19 dessinée par John Severin édité par Marvel en 1956

Après la mise en place du Comics Code Authority qui interdit les comics d'horreur, Bill Gaines est obligé de changer sa politique éditoriale et, entre autres, Two-Fisted Tales est arrêté. Cependant John Severin continue à travailler pour EC en produisant des récits publiés dans le comics Extra. Les éditeurs avec lesquels il travaille le plus sont Prize et Atlas. À partir d'octobre 1955, il dessine uniquement pour Atlas (sa dernière histoire pour Prize est publiée en septembre 1955, celle pour EC en novembre 1955). Il dessine des récits d'aventures et des westerns (Rawhide Kid, Kid Colt, Wyatt Earp, etc.) qui font sa renommée mais aussi des histoires fantastiques ou de science-fiction.
À partir de 1957, il produit aussi des couvertures pour d'autres éditeurs et réalise des bandes dessinées pour DC Comics. En février 1958 est lancé le magazine Cracked, qui est une imitation de Mad, et pour lequel il travaille dès le premier numéro. Il participe à cette revue jusqu'en 1999, en variant les pseudonymes (Nireves, Le Pœr ou Nœl), en réalisant entre dix et dix-huit planches par numéro et de très nombreuses couvertures. À la fin des années 1950, il réalise deux comics publiés par Gilberton, dans la collection « Classics Illustrated », en mars 1958, une partie d'un comic consacré à la conquête de l'Ouest et, en mai 1959, une adaptation partielle du roman Le Dernier des Mohicans d’après Fenimore Cooper. Il ne dessine qu'une douzaine de pages de celle-ci car il est en désaccord avec la façon d'adapter les œuvres classiques. Il reste toujours fidèle à Atlas jusqu'en 1959, date à laquelle il commence à dessiner plusieurs titres pour Charlton.

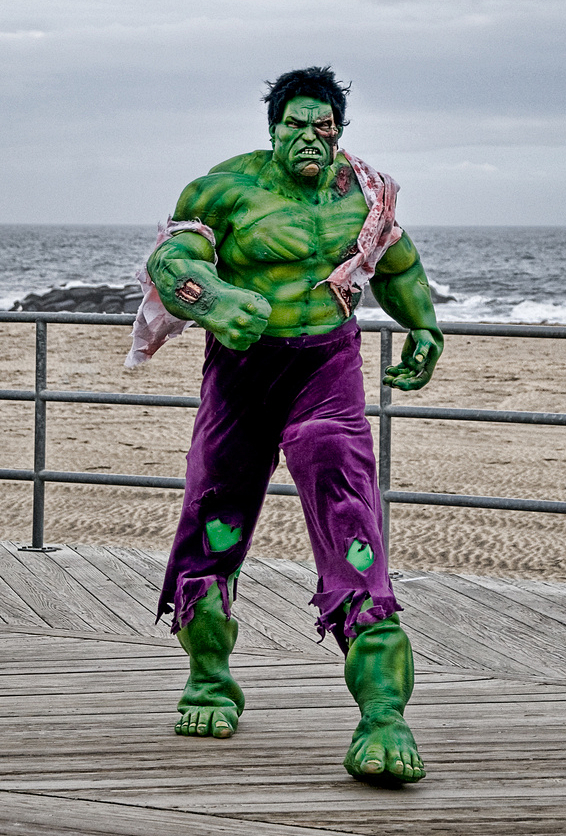
Cosplay de Hulk, un des rares super-héros sur lequel Severin a travaillé.

En 1960, il quitte Atlas mais, en 1965, il y revient, alors que cette maison d'édition est devenue Marvel Comics. Cette même année il commence à travailler en plus pour Warren Publishing et ses magazines Eerie, Creepy et Blazing Combat. À partir de 1967 il partage son temps de travail entre Cracked et Marvel pour lequel il dessine et/ou encre Nick Fury, Agent of SHIELD, The Incredible Hulk, Submariner. D'ailleurs il est de plus en plus encreur et de moins en moins dessinateur, excepté pour les couvertures des séries. Stan Lee lui confie souvent les couvertures des westerns que Severin apprécie particulièrement et où il montre son souci de véracité historique. À partir de 1972, il dessine ou encre toujours des histoires pour Marvel (dont King Kull dessiné par sa sœur Marie) et pour Cracked mais aussi, dans une moindre mesure, pour d'autres éditeurs tels que Warren Publishing. En revanche, à partir de 1978, il travaille couramment pour Charlton sur des westerns. Il continue ainsi jusqu'en 1989, date à laquelle il prend une retraite partielle puisqu'il fournit encore des pages pour Cracked.

### Les dernières années
John Severin ne peut rester loin de la planche à dessin et il reprend de temps en temps les crayons. Ainsi en 1993, il participe au comics Bombast pour Topps, et dessine quelques pages pour What the... ?! de Marvel. En 2001, à l'âge de 80 ans, il revient aux comics avec Desperadoes : Quiet of the Grave chez DC et en 2003 il retrouve le personnage de Rawhide Kid, chez Marvel, pour une mini-série controversée puisqu'elle fait du héros un homosexuel. Il réalise ainsi de temps en temps des numéros de comics pour divers éditeurs (American century, Caper et Bat Lash chez DC, Conan et B.P.R.D. chez Dark Horse, Treehouse of Horror chez Bongo). Son dernier comics publié est Witchfinder: Lost and Gone Forever dont le dernier numéro paraît en juin 2011,.
Il meurt le 12 février 2012, chez lui, à Denver.

## Analyse de l'œuvre
L'art de John Severin a reçu de nombreuses critiques positives qui concordent avec la liste importante de récompenses qui lui ont été attribuées. Son « style unique », selon Stan Lee, est marqué par son attention aux détails, et sa recherche de l'authenticité basée sur ses connaissances historiques,. Cette précision a été saluée entre autres par Jack Kirby qui expliquait que « quand il avait à faire des recherches sur un costume ou une arme pour une histoire, utiliser un dessin de John Severin était aussi bon que de rechercher une photo de l'objet en question »,. Harvey Kurtzman, qui recherchait l'exactitude historique la plus précise pour les comics de guerre dont il était le rédacteur en chef, était du même avis. Ce style riche ne l'empêche pas de produire des récits attrayants. Alors que dans les années 1950, il ne maîtrise pas la technique de l'encrage, il travaille avec Will Elder, qui — au contraire — est un orfèvre en la matière. Sur l'insistance de Kurtzman, John Severin s'entraîne pour pallier ce manque jusqu'à ce que Kurtzman lui confie, seul, une histoire à dessiner et encrer. Par la suite, cette maîtrise technique mise au service de l'encrage permet à des séries dont le dessin est quelconque de s'améliorer puis lui vaut, en 1967 et 1968, des récompenses pour son travail sur Sgt. Fury and his Howling Commandos.

## Récompenses
- 1967 et 1968 : Prix Alley du comic book de guerre pour Sgt. Fury and his Howling Commandos (avec Gary Friedrich et Dick Ayers)[25],[26]
- 1998 : Prix Inkpot
- 2001 : Prix Sparky du Cartoon Art Museum pour l'ensemble de son œuvre (avec cinq autres auteurs)[6]
- 2003 : Temple de la renommée Will Eisner[6],[B 2].